# 이찬희 (배우)
이찬희는 대한민국의 배우이다.

## 출연작

### 영화
- 《동화》 (2018년) - 준상 역
- 《눈발》 (2017년) - 진호 역
- 《나생관》 (2014년)
- 《레드카펫》 (2014년) - 조감독 역